# Suchonoska
Suchonoska (ros. Сухоноска) – wieś (dieriewnia) w Rosji, w obwodzie niżnonowogrodzkim, w rejonie kowiernińskim. W 2010 liczyła 1643 mieszkańców.